# 304

## Esdeveniments
- Cèsar Galeri, potser acompanyat de l'emperador Dioclecià, aconsegueix la seva quarta i última victòria sobre els Carps. Molts dels Carps i Bastarnes supervivents es reinstal·len a l'Imperi Romà, on es divideixen. Els Bastarnes no s'acrediten després d'aquesta època, i els Carps només es testimonien una vegada més a la dècada del 310.[1]
- Setze regnes: els Xiongnu estableixen l'estat Han-Zhao sota Liu Yuan, sovint vist com l'inici del Aixecament Wu Hu.[2]

## Necrològiques
- 24 de febrer - Cesarea de Capadòcia: Sant Sergi de Capadòcia, màrtir cristià
- 4 de març - Nicomèdia (Capadòcia, actual Kocaeli, Turquia): Adrià de Nicomèdia, màrtir cristià (o potser l'any anterior, n. ?).